# Chiesa di Nostra Signora dei Dolori di Dalcahue
La chiesa di Nostra Signora dei Dolori di Dalcahue —in spagnolo: iglesia de Nuestra Señora de los Dolores (Dalcahue)—, anche noto come chiesa di Dalcahue —in spagnolo: iglesia de Dalcahue—, è una chiesa in legno costruiti nella borgata dello stesso nome, nell'arcipelago di Chiloé, nella seconda metà del XIX secolo, appartenente all'parrocchiale di Nuestra Señora de Lourdes, nella diocesi di San Carlos de Ancud, Cile. È un esempio di una tradizione architettonica, mantenuta per tre secoli, chiamata «Scuola chilota di architettura religiosa in legno».
La cappella è stata costruita in Dalcahue su una precedente cappella circa 1858, ed è uno degli esponenti delle Chiese di Chiloé, classificata come patrimonio dell'umanità dell'UNESCO nel 2000.

## Galleria d'immagini

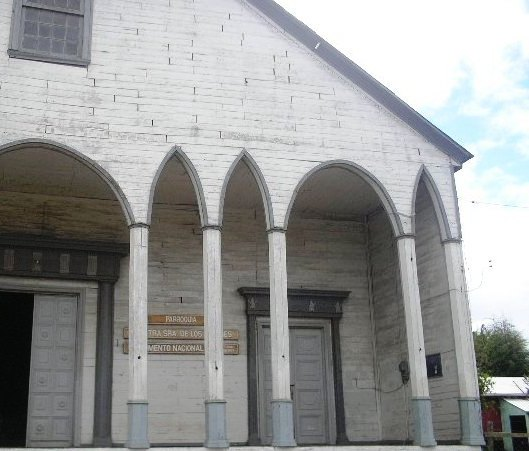
Mezzo portico della chiesa
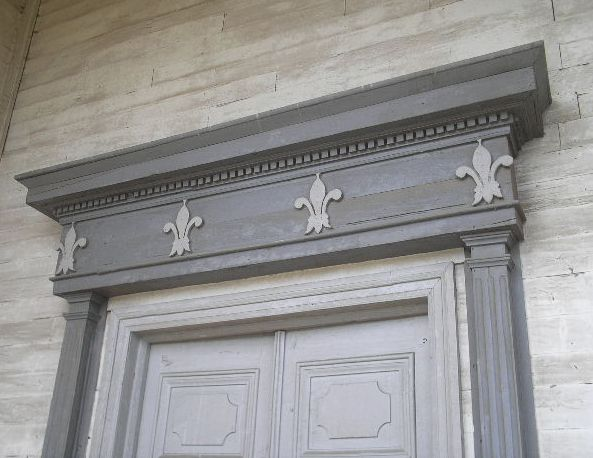
Porta centrale della chiesa
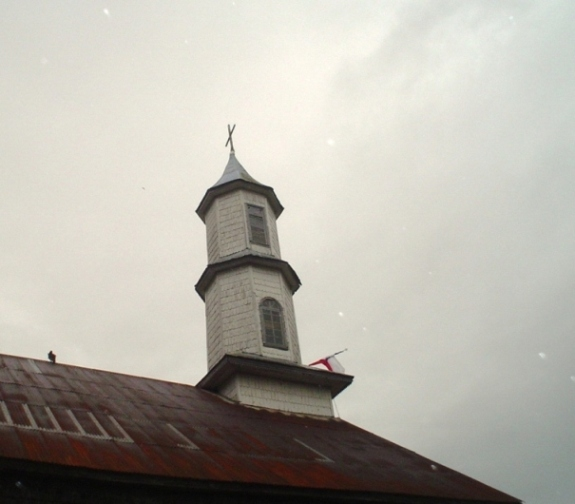
Torre della chiesa
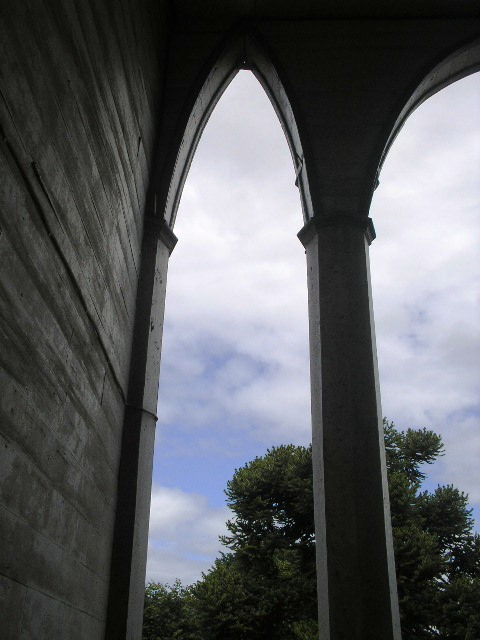
Arcate del portico